# Cine-Teatro Monumental

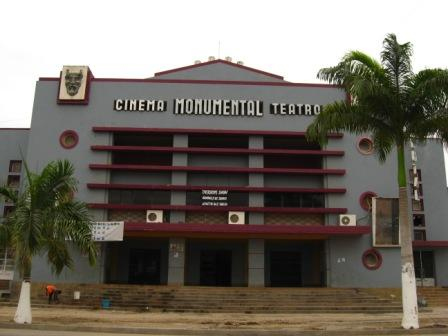
Cine-Teatro Monumental

Le Cine-Teatro Monumental est une salle de cinéma de la ville de Benguela, en Angola. 
Construite au début des années 1950 et inaugurée le 10 juin 1952, elle est la plus ancienne salle de cinéma de la ville. Le cinéma ferme dans les années 1980, durant la guerre civile angolaise. Il rouvre ses portes en 2004 sous l'impulsion de l'ancien footballeur Osvaldo Cruz.

## Sources
- Cine-Teatro Monumental, Patrimônio de Influência Portuguesa - Fondation Calouste Gulbenkian.
- Maria João Falé, « Cine-Teatro Monumental - Palco de memórias », Austral, 25 novembre 2010.